# Hurrungane
Hurrungane (també escrit Hurrungene, Hurrungadn i Horungane) és una serralada situada als municipis de Luster i Årdal, al comtat de Sogn og Fjordane, Noruega. La zona es troba al sud-oest de la serralada de Jotunheimen i també forma part del Parc Nacional de Jotunheimen.

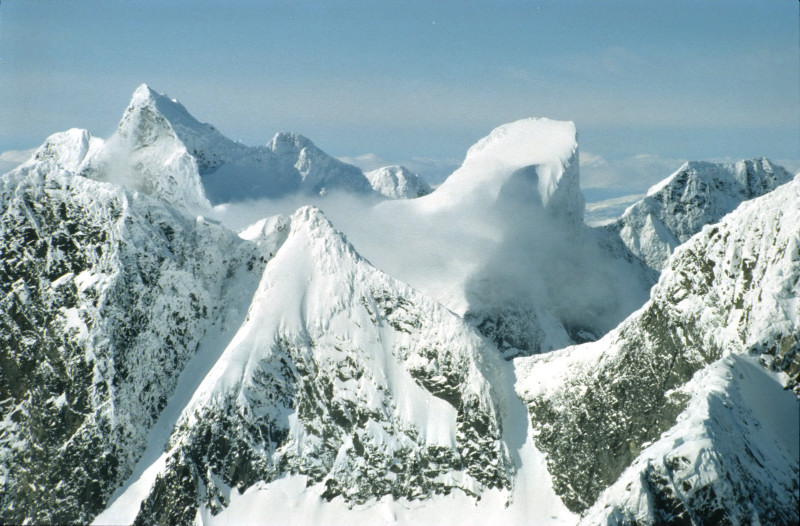
El pic Store Austanbotntind a l'esquerra, i el Store Ringstind i el Soleitindane vistos des del Store Skagastølstind (o Støren)

La serralada té alguns dels cims més elevats de Noruega, i compta amb 23 pics de més de 2.000 metres. Diversos dels pics només són accessibles fent escalada. El punt de partida per al senderisme és el poble de Turtagrø al llarg de la carretera nacional turística de Sognefjellsvegen (RV55).
Els pics més alts de la zona són:
- Store Skagastølstind (Støren): 2.405 m
- Store Styggedalstinden: 2.387 m
- Jervvasstind (Gjertvasstind): 2.351 m
- Sentraltind: 2.348 m
- Vetle Skagastølstind: 2.340 m
- Midtre Skagastølstind: 2.284 m
- Skagastølsnebbet: 2.222 m
- Store Austanbotntind: 2.202 m

## Etimologia
Hurrungane és el plural de la paraula finita d'hurrung. Hurrungen, el singular finit de la mateixa paraula, és el nom de dues muntanyes de Rauma i Skjåk. El primer element del nom, hurra, significa "pressa, rapidesa". L'últim element és el sufix -ung, referint-se a una cosa o persona activa. Les muntanyes d'aquesta serra són costerudes, i hi ha despreniments de roques i allaus freqüents. El significat del nom és llavors "els objectes que fan soroll".

## Galeria

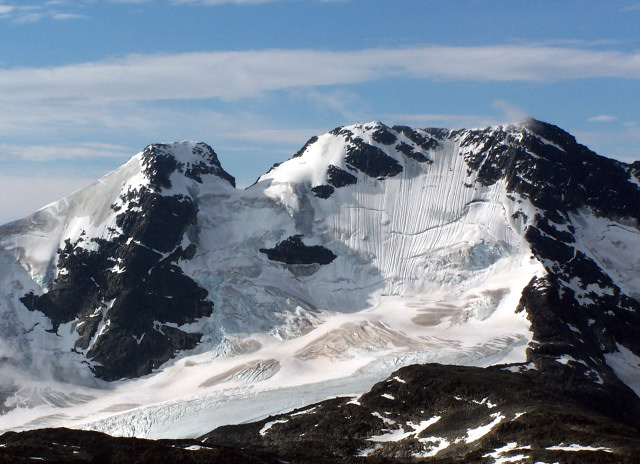
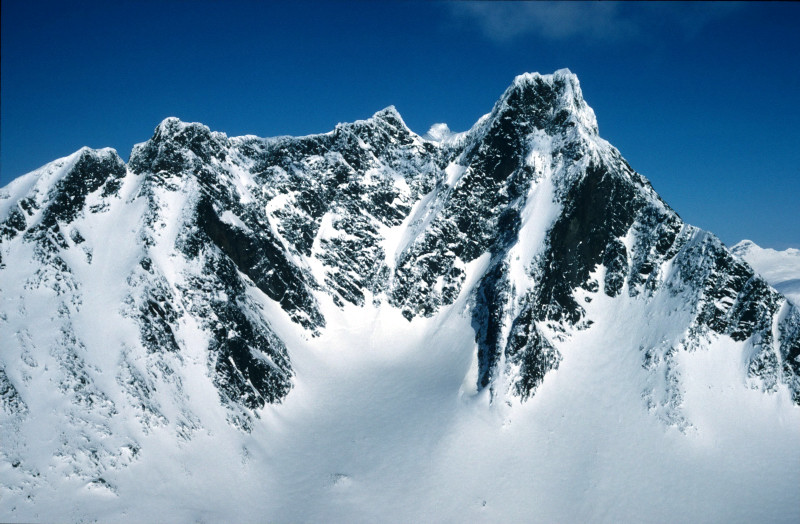